# Nußbach (Austria)
Nußbach – gmina w Austrii, w kraju związkowym Górna Austria, w powiecie Kirchdorf an der Krems. Liczy 2227 mieszkańców.